# David Allen Brooks
David Allen Brooks (* 9. Januar 1947 in Los Angeles, Kalifornien) ist ein amerikanischer Schauspieler.

## Leben
Seine erste bedeutende Rolle spielte Brooks 1981 in der Serie The Edge of Night. Brooks trat als Gaststar in verschiedenen Fernsehserien auf, darunter Zurück in die Vergangenheit, Der Sentinel, JAG und Walker, Texas Ranger. Zu seinen Spielfilmauftritten gehören Rollen in Jack Frost 2 (2000), Cast Away (2000) und in dem Kurzfilm Dodgeball (2001). Eine wiederkehrende Rolle hatte Brooks als Max Eilerson in der Science-Fiction-Fernsehserie Crusade. Sein Schaffen als Schauspieler umfasst mehr als 30 Produktionen, zuletzt trat er 2006 in Erscheinung.

## Filmografie (Auswahl)
- 1981–1982: The Edge of Night (Fernsehserie, 175 Folgen)
- 1983: Obsession – Die dunkle Seite des Ruhms (Svengali, Fernsehfilm)
- 1984: Spur in den Tod (Scream for Help)
- 1985: Spenser (Spenser: For Hire, Fernsehserie, 1 Folge)
- 1986: Manhunter – Roter Drache (Manhunter)
- 1987: Anthony (The Kindred)
- 1990: Zurück in die Vergangenheit (Quantum Leap , Fernsehserie, eine Folge)
- 1991: The Doors
- 1997: JAG – Im Auftrag der Ehre (JAG, Fernsehserie, eine Folge)
- 1997: Melrose Place (Fernsehserie, eine Folge)
- 1997, 1999: Walker, Texas Ranger (Fernsehserie, 2 Folgen)
- 1999: Crusade (Fernsehserie, 13 Folgen)
- 1999: Schatten der Leidenschaft (The Young and the Restless, Fernsehserie, 12 Folgen)
- 2000: Jack Frost 2 – Die Rache des Killerschneemanns (Jack Frost 2: Revenge of the Mutant Killer Snowman)
- 2000: Cast Away – Verschollen (Cast Away)
- 2001: Dodgeball (Kurzfilm)
- 2001: Verzweifelt – Eine Mutter schöpft Verdacht (A Mother’s Testimony, Fernsehfilm)
- 2002–2003: Emergency Room – Die Notaufnahme (ER, Fernsehserie, 2 Folgen)
- 2004: CSI: Miami (Fernsehserie, eine Folge)
- 2005: Numbers – Die Logik des Verbrechens (Numb3rs, Fernsehserie, eine Folge)
- 2006: Justice – Nicht schuldig (Justice, Fernsehserie, eine Folge)